# Heizhu (köping i Kina)
Heizhu (kinesiska: 黑竹镇, 黑竹) är en köping i Kina. Den ligger i provinsen Sichuan, i den sydvästra delen av landet, omkring 88 kilometer sydväst om provinshuvudstaden Chengdu. Antalet invånare är 10 302. Befolkningen består av 5 216 kvinnor och 5 086 män. Barn under 15 år utgör 15,0 %, vuxna 15-64 år 74 %, och äldre över 65 år 10,0 %.
Genomsnittlig årsnederbörd är 1 442 millimeter. Den regnigaste månaden är juli, med i genomsnitt 387 mm nederbörd, och den torraste är januari, med 12 mm nederbörd.